# Território do Novo México

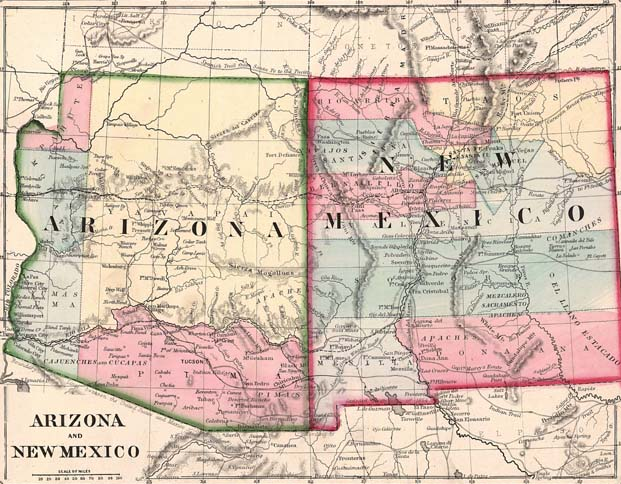
Territórios do Arizona e Novo México em 1867.

O Território do Novo México tornou-se um território histórico organizado dos Estados Unidos em 9 de setembro de 1850, e existiu até que, em 6 de janeiro de 1912, foi elevado à categoria de estado. 
A parte ocidental do Novo México é território definido pelo Tratado de Guadalupe Hidalgo em 1848, enquanto o resto do leste do Novo México (do Rio Grande até à fronteira atual entre Novo México e Texas) foi adicionado em consequência do Compromisso de 1850. A Compra de Gadsden de 1853 adicionou uma área adicional mais pequena ao Território do Novo México — a faixa meridional do Arizona e Novo México.
A terra incluída no território original do Território de Novo México de 1850 era a parte ocidental do futuro estado, mais a maior parte do futuro Arizona (conhecido como Condado de Santa Ana), uma parte do Colorado, e o Nevada a sul de 36°30' N. A cessão texana e a compra de La Mesilla ampliaram muito o território, mas a fundação do Território do Colorado em 28 de fevereiro de 1861 e do Território do Arizona em 24 de fevereiro de 1863 (a oeste do meridiano 109 W) deixou o Novo México com os seus limites presentes.
Enquanto integrantes da rota para a Califórnia, o Novo México e o Arizona eram território disputado durante a Guerra Civil Americana, causando a povoação de Gadsden, que se afiliam nos Estados Confederados da América. O "Gettysburg do Oeste" atribuiu a área principalmente à União na batalha do Passo Glorieta. O Território do Arizona confederado era a primeira encarnação do Arizona no contexto dos Estados Unidos.